# Libertarianismo
O libertarianismo (do latim: libertas, que significa "liberdade"), ou libertarismo, é uma filosofia política e movimento que defende a liberdade como um princípio central. Os libertários compartilham um ceticismo em relação à autoridade e ao Estado, mas divergem no escopo de sua oposição aos sistemas políticos e econômicos. Várias escolas de pensamento libertário oferecem uma série de pontos de vista sobre as funções legítimas do Estado e do poder, frequentemente exigindo a restrição ou dissolução de instituições coercitivas e instituições sociais. Diferentes categorizações têm sido usadas para distinguir várias formas de libertarianismo. Isso é feito para distinguir visões libertárias da natureza da propriedade e do capital, geralmente ao longo das linhas esquerda-direita ou socialista-capitalista.
O filósofo francês e comunista Joseph Déjacque é creditado como o primeiro a caracterizar suas posições políticas como "libertárias", termo que na França era originalmente sinônimo com anarquismo social, mas que passou a ter denotações ambíguas com o tempo, alguns autores usando o termo socialismo libertário para evitar conotações negativas associadas ao anarquismo ou para diferenciar-se de socialistas autoritários. Esses libertários buscam a abolição do capitalismo e o fim da propriedade privada dos meios de produção, ou então, restringir seu alcance ou seus efeitos para usufruir normas de propriedade, em favor da propriedade comum ou autogestão cooperativa, vendo a propriedade privada como uma barreira à liberdade.
As ideologias do libertarianismo de esquerda incluem correntes do anarquismo, ao lado de muitas outras correntes antipaternalistas da Nova Esquerda, centrado no igualitarismo econômico, bem como no geolibertarianismo, na política verde, no libertarianismo de esquerda orientado para o mercado e na escola Steiner-Vallentyne.
Em meados do século XX, ideologias do libertarianismo de direita como o anarcocapitalismo e o minarquismo cooptaram o termo libertarianismo para defender o capitalismo do laissez-faire e fortes direitos de propriedade privada, como terra, infraestrutura e recursos naturais. Esta é a forma dominante de libertarianismo nos Estados Unidos, onde defende as liberdades civis, o direito natural, o capitalismo de livre mercado e uma grande reversão do Estado de bem-estar social.

## Visão geral

### Etimologia
O primeiro uso registrado do termo libertário foi em 1789, quando William Belsham escreveu sobre libertarianismo no contexto da metafísica. Em 1796, libertário passou a significar "defensor da liberdade", especialmente nas esferas política e social.
O termo "libertarianismo" foi introduzido por teóricos anarquistas franceses no século XIX, que defendiam a liberdade individual. O uso do termo libertário para descrever um novo conjunto de posições políticas foi atribuído ao cognato libertaire em francês, cunhado em uma carta que o comunista libertário francês Joseph Déjacque escreveu ao mutualista Pierre-Joseph Proudhon em 1857. Déjacque também usou o termo para sua publicação anarquista Le Libertaire, Journal du mouvement social, que foi impressa de 9 de junho de 1858 a 4 de fevereiro de 1861 na cidade de Nova York. Sébastien Faure, outro comunista libertário francês, começou a publicar um novo Le Libertaire em meados da década de 1890, enquanto a Terceira República da França promulgou as chamadas leis de vilões (lois scélérates) que proibiam publicações anarquistas na França. O libertarianismo tem sido frequentemente usado para se referir ao anarquismo e ao socialismo libertário desde esse tempo. Hoje em dia, no francês, distingue-se libertaire (em referência aos anarquistas sociais) de libertarien ("libertariano"), essa última palavra usada especificamente aos anarquistas de livre mercado.
Com o passar do tempo, em alguns locais do mundo, tornou-se associado com o socialismo antiestatista e influenciou movimentos políticos iluministas críticos das autoridades institucionais, a quem taxavam como aparatos de dominação social e injustiça. Hoje, embora normalmente libertários brasileiros também se identificam com o anarcocapitalismo, o termo tem sido usado para descrever uma vertente do liberalismo clássico, que repudia o dirigismo.
Em alguns países do mundo o termo ainda se assemelha a seu uso político original, como sinônimo de qualquer anarquismo social ou anarquismo individualista.
Nos Estados Unidos, o termo foi popularizado pelo anarquista individualista Benjamin Tucker por volta do final da década de 1870 e início da década de 1880. O libertarianismo como sinônimo de liberalismo foi popularizado em maio de 1955 pelo escritor Dean Russell. Posteriormente, um número crescente de americanos com crenças liberais clássicas adotou o termo, principalmente com o economista Murray Rothbard, que começou a publicar trabalhos libertários na década de 1960. Rothbard descreveu esse uso moderno das palavras abertamente como uma "captura" de seus inimigos, escrevendo que "pela primeira vez em minha memória, nós, 'nosso lado', capturamos uma palavra crucial do inimigo. 'Libertários' há muito tempo. foi simplesmente uma palavra educada para anarquistas de esquerda, isto é, para anarquistas de propriedade anti-privada, da variedade comunista ou sindicalista. Mas agora nós a assumimos". A partir da década de 1970, em resposta a esse uso difundido no sentido de livre mercado, anarquistas sociais passaram a se referir como "libertários de esquerda" e categorizaram a vertente de livre mercado como "libertários de direita"; esse conceito, porém, foi objeto de polissemia até os anos 2000, posto que "libertarismo de esquerda" tenha sido utilizado como autodenominação por alguns anarquistas de livre mercado ou até mesmo por não anarquistas.
É importante ressaltar que, atualmente nos Estados Unidos, o adjetivo "liberal" se refere à esquerda política - diferentemente do que ocorre no Brasil, onde os chamados "liberais" referem a esta ala direitista do liberalismo econômico, que defende o livre mercado e adere ao princípio da não-agressão. De acordo com significados comuns de conservador e liberal, o libertarianismo nos Estados Unidos foi descrito como conservador em questões econômicas (liberalismo econômico e conservadorismo fiscal) e liberal em liberdade pessoal (libertarianismo civil e liberalismo cultural). Também é frequentemente associado a uma política de não-intervencionismo.

### Definição
Embora o libertarianismo tenha se originado como uma forma de política de esquerda, o desenvolvimento, em meados do século XX, do libertarianismo moderno nos Estados Unidos levou vários autores e cientistas políticos a usar duas ou mais categorizações distinguir visões libertárias sobre a natureza da propriedade e do capital, geralmente ao longo das linhas esquerda-direita ou socialista-capitalista.
Embora o termo libertário tenha sido amplamente sinônimo de anarquismo como parte da esquerda, continuando hoje como parte da esquerda libertária em oposição à social-democracia ou socialismo autoritário e estatista, seu significado tem mais recentemente diluído com uma adoção mais ampla de grupos ideologicamente diferentes. Como termo, libertário pode incluir os marxistas da Nova Esquerda (que não se associam a um partido de vanguarda) e os liberais extremos (principalmente preocupados com as liberdades civis). Além disso, alguns libertários usam o termo socialista libertário para evitar as conotações negativas do anarquismo e enfatizar suas conexões com o socialismo.

### Filosofia
Todos os libertários começam com uma concepção de autonomia pessoal da qual argumentam a favor das liberdades civis e uma redução ou eliminação do estado.
O libertarismo de esquerda engloba as crenças libertárias que afirmam que os recursos naturais da Terra pertencem a todos de forma igualitária, quer sejam ou não possuídos. O libertarismo de esquerda "combina a suposição libertária de que cada pessoa possui um direito natural de autopropriedade, com a premissa igualitária de que os recursos naturais devem ser compartilhados igualmente, sendo ilegítimo alguém reivindicar a propriedade privada exclusiva desses recursos em detrimento de outros". Os proponentes históricos dessa visão incluem Thomas Paine, Herbert Spencer e Henry George. Os expoentes recentes incluem Philippe Van Parijs e Hillel Steiner. Libertários socialistas, como anarquistas sociais e individualistas, marxistas libertários, comunistas de conselho, luxemburgueses e leonistas, promovem o usufruto e as teorias econômicas socialistas, incluindo comunismo, coletivismo, sindicalismo e mutualismo. Eles criticam o Estado por ser o defensor da propriedade privada e acreditam que o capitalismo implica escravidão salarial.
O libertarismo de direita foi desenvolvido nos Estados Unidos em meados do século XX, a partir de obras de escritores europeus como John Locke, Friedrich Hayek e Ludwig Von Mises e é a concepção mais popular de libertarianismo naquela região. É comumente referido como uma continuação ou radicalização do liberalismo clássico. Os libertários rejeitam instituições cujas intervenções representam coerção desnecessária dos indivíduos e anulação da sua liberdade econômica. Os anarcocapitalistas procuram a eliminação completa do estado a favor de serviços de segurança privados, enquanto os minarquistas defendem o Estado mínimo, com apenas as funções de governo necessário para salvaguardar os direitos naturais, entendidos em termos de autopropriedade ou autonomia.
Alguns libertários de direita consideram que o princípio da não agressão é uma parte fundamental de suas crenças.

#### Liberdades civis
Os libertários têm sido defensores e ativistas das liberdades civis, incluindo a liberdade de amar e a liberdade de expressão.[carece de fontes?] Os defensores da liberdade de amar consideram a liberdade sexual como uma expressão clara e direta da soberania individual.

#### Estado
Os libertários são anarquistas e acreditam que o estado viola a soberania individual, propriedade privada e os direitos naturais. Os anarquistas de esquerda acreditam que o Estado defende a propriedade privada, que eles consideram prejudicial.
Os minarquistas afirmam ser o Estado necessário para proteger os indivíduos de agressão, roubo, violação de contrato e fraude. Eles acreditam que as únicas instituições governamentais legítimas são militares, policiais e tribunais, embora alguns expandam essa lista para incluir bombeiros, prisões, a filamentos do executivo e legislativo.
Minarquistas justificam o Estado com base em que é a consequência lógica de aderir ao princípio da não agressão e argumentam que o anarquismo é imoral porque implica que o princípio da não agressão é opcional, que a aplicação das leis sob o anarquismo são abertas à concorrência. Outra justificativa comum é que as agências privadas de defesa e as empresas de justiça privadas tendem a representar os interesses daqueles que pagam mais.
Os anarcocapitalistas argumentam que o Estado viola o princípio da não agressão por sua própria natureza, porque os governos usam a força contra aqueles que não roubaram ou vandalizaram a propriedade privada, agrediram qualquer pessoa ou cometeram fraudes.

## Esquerda Libertária
O libertarianismo de esquerda é uma denominação para variadas abordagens relacionadas (porém distintas), no âmbito da teoria política e social, que enfatizam tanto a liberdade individual quanto a igualdade social. Em seu uso mais tradicional, libertarianismo de esquerda é sinônimo das variantes antiautoritárias da Esquerda política, fosse o anarquismo em geral ou o anarquismo social em particular. Mais tarde, o termo tornou-se associado aos libertários de livre mercado quando Murray Rothbard e Karl Hess aliaram-se com a New Left durante a década de 1960 - este anarquismo anticapitalista de mercado de esquerda, que incluiu o Agorismo de Samuel Edward Konkin III e o mutualismo do socialista libertário Pierre-Joseph Proudhon, defende pautas esquerdistas tais como o igualitarismo, questões de gênero e sexualidade, classes sociais, imigração e ambientalismo. A esquerda libertária discorda de sua contraparte direitista em relação aos direitos de propriedade, argumentando que os indivíduos não possuem direitos de propriedade inerentes aos recursos naturais - ou seja, que a gestão destes recursos deveria ser feita igualitariamente através de um modelo de propriedade coletiva. Mais recentemente a esquerda libertária vem sendo identificada com autores como Hillel Steiner, Philippe Van Parijs, e Peter Vallentyne que combinam o conceito da auto-propriedade com uma abordagem igualitária de recursos naturais. Aqueles dentre os esquerdistas libertários que defendem a propriedade privada, o fazem sob a condição de que alguma recompensa seja oferecida à comunidade local.
Entre as várias correntes de pensamento que por vezes são classificadas como "libertárias de esquerda" temos:
- socialistas antiestatistas, como os anarcocomunistas, anarcossocialistas e anarcossindicalistas tradicionais.[57]
- marxistas antileninistas, como Rosa Luxemburgo ou Anton Pannekoek.[58]
- georgistas, que defendem a propriedade privada sobre os bens produzidos mas não sobre a terra, considerando assim que os impostos só deveriam incidir sobre a propriedade da terra.
- autores como Hillel Steiner e Peter Vallentyne, que não consideram que se possa deduzir a propriedade de recursos naturais, e que os proprietários devem alguma compensação aos não proprietários (nesse aspecto assemelham-se aos georgistas).[59]
- o agorismo, teorizado por Samuel Edward Konkin, que rejeitava a ação política propondo antes que os libertários se dedicassem ao mercado negro (agora=mercado), a que chamava "contra-economia".
- a corrente que nos EUA usa a designação de left-libertarianism, representada por autores como Kevin Carson, Roderick T. Long, Charles Johnson, Brad Spangler, Sheldon Richman, Chris Matthew Sciabarra e Gary Chartier, que se distingue da direita libertária por um maior enfâse nas questões "sociais" (casamento homossexual, aborto, etc.) e por uma posição bastante crítica às grandes empresas, enfatizando as suas ligações com o Estado.

## Direita Libertária
A direita libertária (ou libertarianismo de direita) refere-se às filosofias políticas libertárias que defendem a auto-propriedade, alegando que este conceito também preconiza o direito que o indivíduo possui de apropriar-se de quantidades desiguais de partes do mundo exterior. Libertários da direita defendem vigorosamente a propriedade privada, o modo de produção capitalista e as políticas de livre mercado. Entre as correntes mais proeminentes desta vertente libertária, encontram-se o anarcocapitalismo e o liberalismo miniarquista Laissez-faire.
Suas maiores influências literárias incluem John Locke, Frédéric Bastiat, David Hume, Alexis de Tocqueville, Adam Smith, David Ricardo, Rose Wilder Lane, Lysander Spooner, Milton Friedman, David Friedman, Ayn Rand, James McGill Buchanan Jr., Friedrich von Hayek, Ludwig von Mises, Hans-Hermann Hoppe e Murray Rothbard. Existem, contudo, divergências significativas em termos de epistemologia, ontologia e metodologia na interpretação dos fenômenos sociais e econômicos entre esses diversos autores. Com particular relevância, Mises e Rothbard se distinguem de seus predecessores por rejeitar o empiricismo como método de avaliação científica.

### Anarcocapitalismo
Enquanto alguns autores consideram o anarco-capitalismo uma forma de anarquismo individualista, isso tem sido criticado por se ter tomado pelo valor do nome anarquista e mal-compreendido pelos atos dos anarquistas individualistas do século 19, que eram anticapitalistas, socialistas libertários e mutualistas. Rothbard argumentou que o anarquismo individualista é diferente do anarcocapitalismo e outras teorias capitalistas devido aos anarquistas individualistas que manterem a teoria do valor-trabalho e a economia socialista. Muitos ativistas anarquistas e estudiosos negam que o anarcocapitalismo seja uma forma de anarquismo, ou que o capitalismo seja compatível com o anarquismo, considerando-o como libertário de direita. Os anarcocapitalistas se distinguem dos anarquistas e minarquistas. Os últimos defendem um estado limitado a proteger os indivíduos da agressão e impor a propriedade privada. Por outro lado, os anarquistas apoiam a propriedade pessoal (definida em termos de posse e uso, ou seja, usufruto mutualista) e se opõem à concentração de capital, juros, monopólio, propriedade privada da propriedade produtiva, como os meios de produção (capital, terra e meios de trabalho), lucro, renda, usura e escravidão assalariada que são vistas como inerentes ao capitalismo. A ênfase do anarquismo no anticapitalismo, no igualitarismo e na extensão da comunidade e individualidade o diferencia do anarcocapitalismo e de outros tipos de libertarianismo de direita.

### Nos Estados Unidos

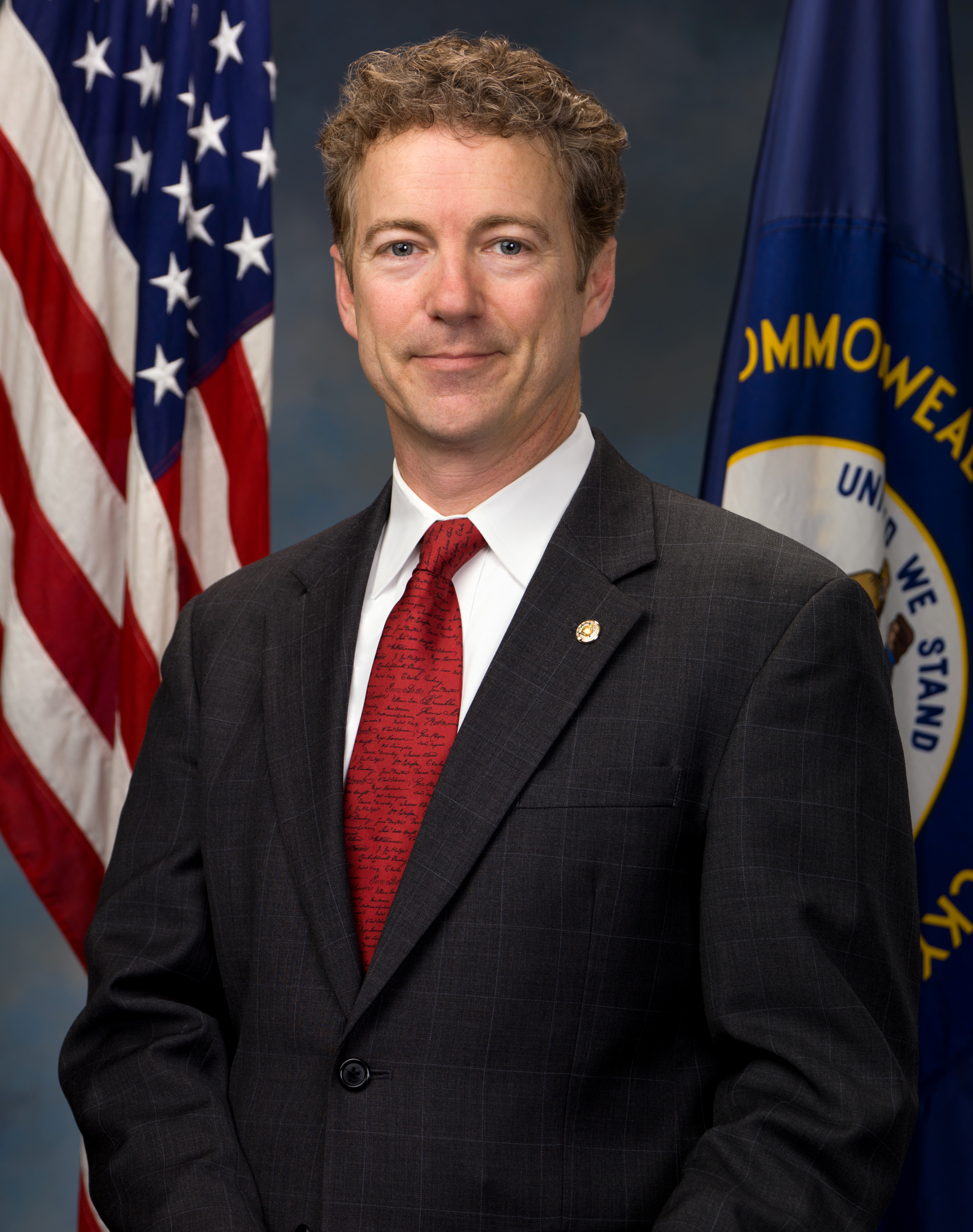
Rand Paul

Em setembro de 2001, um grupo de americanos lançou o Free State Project, campanha que conclamava os adeptos de todo o mundo a se mudar para New Hampshire e construir ali uma sociedade na qual o papel do estado seria o menor possível. O Free State Project e o Partido Libertário foram inspirados nos ideais do libertarismo. Dentro do Partido Republicano, há uma ala libertária. Alguns pontos de vista de republicanos libertários são similares aos do Partido Libertário, mas diferem no que diz respeito à estratégia utilizada para implementá-las. O Republican Liberty Caucus foi fundado em 1991 em uma reunião de um grupo de membros da Flórida do Comitê Organizador republicano libertário.

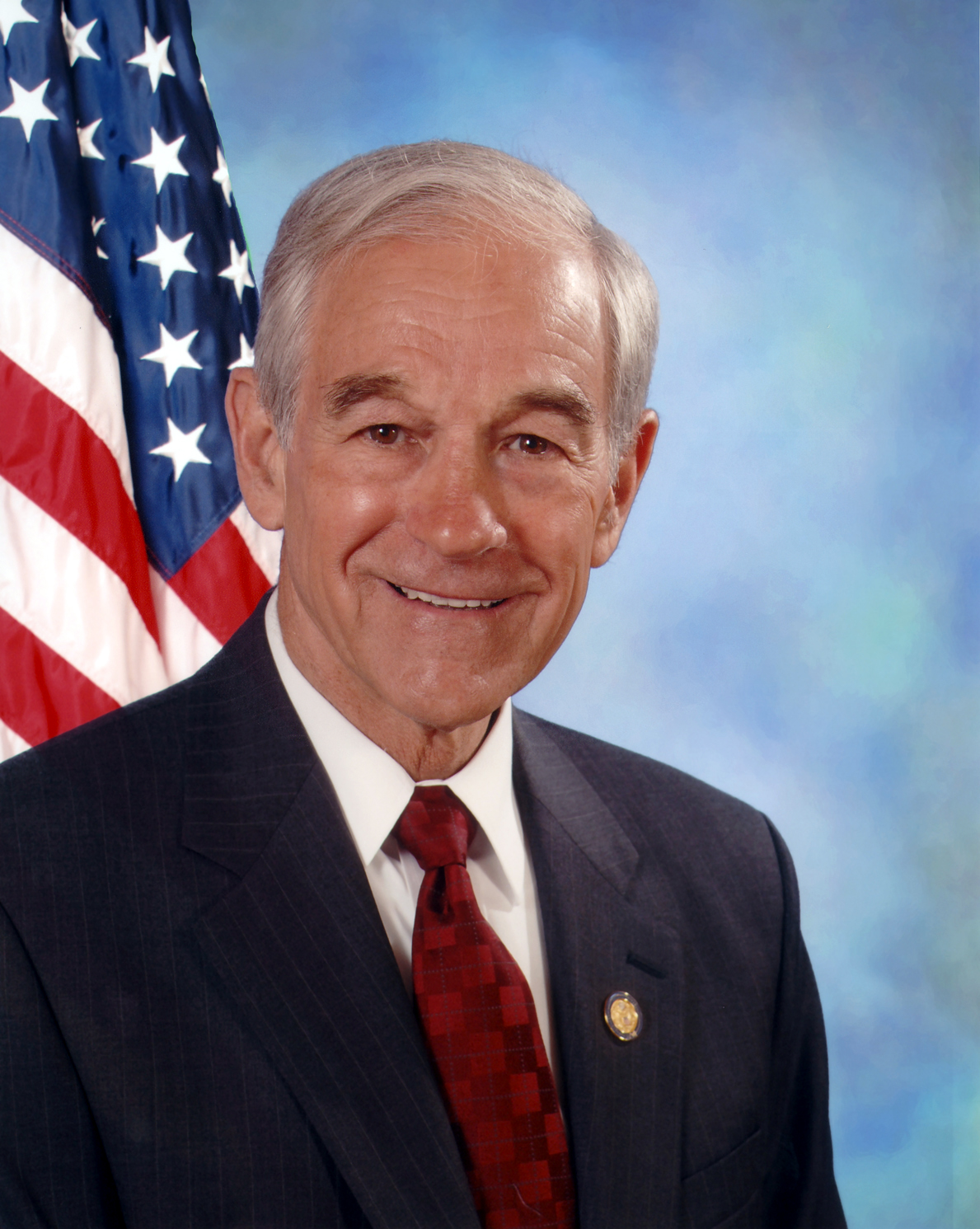
Ron Paul

#### Figuras públicas
Representantes
- Membro da Câmara dos Representantes dos EUA Justin Amash do Michigan[95]
- Membro da Câmara dos Representantes dos EUA Ron Paul do Texas[96][carece de fonte melhor]

Senadores
- Senador Rand Paul de Kentucky[97]
- Senador Jeff Flake do Arizona[98]
- Senador Mike Lee do Utah[99]

Governadores
- Ex-governador Gary E. Johnson do Novo México[100]
- Governador Mitch Daniels de Indiana[101]
- Governador Nikki Haley da Carolina do Sul[102]
- Governador Gary Herbert de Utah[103]
- Governador John Kasich de Ohio[104]
- Governador Paul LePage de Maine[105]

Autores e intelectuais
- Economista, filósofo e antropólogo Hans-Hermann Hoppe
- Nobel de economia Milton Friedman[106][carece de fonte melhor]
- Autor Zora Neale Hurston[107][carece de fonte melhor]
- Escritor do Wall Street Journal Stephen Moore[108][carece de fonte melhor]
- Economista e filósofo Murray Rothbard[109]
- Economista Mark Skousen[108]
- Médico e ex-congressista republicano e ex-candidato à presidência dos Estados Unidos Ron Paul
- Escritor, editor e presidente do Instituto Ludwig von Mises, Alabama, E.U. Lew Rockwell[108]

Outros
- O ator e cineasta Clint Eastwood[110]
- A atriz e filantropa Angelina Jolie[111][carece de fonte melhor]
- O ativista político Julian Assange[111][carece de fonte melhor]
- O fundador da wikipédia Jimmy Wales[111][carece de fonte melhor]
- Rádio talk show Larry Elder[112][carece de fonte melhor]
- Rádio talk show Neal Boortz[113][carece de fonte melhor]
- Baterista e compositor da banda Rush, Neil Peart.
- Apresentador do programa MythBusters, Adam Savage.[114][carece de fonte melhor]
- Baixista da banda Blink 182, Mark Hoppus.[115][carece de fonte melhor]
- Personalidade da TV Drew Carey[116][carece de fonte melhor][117][carece de fonte melhor]
- Personalidade da TV Tucker Carlson
- Personalidade da TV Dennis Miller[118]
- Humorista P. J. O'Rourke[119][carece de fonte melhor]
- Empresário Wayne Allyn Root[120][carece de fonte melhor]
- Ator Kurt Russell.[121][carece de fonte melhor]
- Ator Vince Vaughn[122]
- Escritora Ayn Rand
- Ilusionista, comediante, músico, ator e autor Penn Jillette
- Ator e Animador[18] da sitcom South Park Matt Stone[carece de fonte melhor]
- O músico, líder da banda Queens of the Stone Age, Josh Homme[18]

### No Brasil
No Brasil, em 2006, ativistas, acadêmicos e estudantes iniciaram um movimento na internet para a criação do partido Libertários. A reunião de fundação ocorreu em 20 de junho de 2009, aprovando o estatuto e o programa partidário que foram oficialmente publicados no Diário Oficial da União em 19 de janeiro de 2010. Entretanto, ainda não conseguiram o mínimo de assinaturas de apoio para participarem de eleições.

## Críticas

### Apropiação de termos
O termo 'libertarianismo' é utilizado frequentemente como uma mediação entre o chamado 'libertarianismo de esquerda', contemplando o que se refere nesse campo como 'anarquismo clássico', e o respectivo 'libertarianismo de direita', cujas origens estão nas elaborações de Rothbard. Entretanto, dentro do anarquismo e do socialismo libertário, termos como 'anarco-capitalismo', surgido junto com esse novo sentido libertarianista do neologismo 'libertário', não são tratados como parte desses movimentos, não chegando nem mesmo a ser mencionados. A teoria e história do movimento libertário é enfática sobre o seu caráter classista e anticapitalista, sendo uma estratégia da classe trabalhadora e subalterna contra a propriedade privada e a exploração capitalista. Os textos que, por outro lado, mencionam a existência do 'anarcocapitalismo' e do 'libertarianismo de direita', asseveram o não pertencimento dessas ideologias à tradição anarquista e libertária. Autores anarquistas como Ian Mckay afirmam que:
Como esses autores pontuam, a tentativa de criar uma justaposição entre essas ideias incompatíveis leva à um esvaziamento do significado dos termos, essa tentativa, insistem, é feita contra a auto-concepção daqueles que se identificam como anarquistas ou libertários, o que implica "(...) atribuir aos mesmos uma noção de “falsa consciência” em que seria preciso o “crivo” do conhecimento acadêmico sobre anarquismo para então os sujeitos adequarem suas práticas a uma teoria pré-estabelecida." Além disso, é frequentemente criticado o caráter não-revolucionário, ou mesmo anti-revolucionário, dos auto-denominados 'anarcocapitalistas' e 'libertarianistas de direita', como se concluí dos textos definidores dessas correntes, como os de Stephan Kinsella, "(...) ser um “anarco”capitalista não significaria acreditar na possibilidade de uma sociedade sem Estado.", em sentido alternativo, "(...) o cerne do pensamento “libertário” seria considerar as agressões cometidas pelo Estado (cobrança de impostos e monopólio da segurança, por exemplo) como injustificáveis"
A má compreensão da base comum e desenvolvimento histórico do anarquismo e do anticapitalismo libertário é recorrente nos textos desses ativistas. Rothbard, em textos como Os libertários são anarquistas?, apresenta uma descrição do que para ele é a história do anarquismo clássico e acaba confundindo as correntes 'anarco-comunistas', 'anarco-sindicalistas', 'coletivistas' e 'comunistas libertárias', tratando-as como indiferentes. Junto com seus equivocos, Rothbard admite explicitamente a falta de vínculos com o que anarquismo histórico, 'de esquerda'. Um recurso comum para justificar a apropriação de termos por parte dos direitistas é a valorização do anarquismo individualista, principalmente os militantes Benjamin Tucker e Lysander Spooner, enquanto um desenvolvimento paralelo do anarquismo que abandona o anti-capitalismo. Esse tipo de leitura, porém, é criticada - a admissão do mercado por parte desses individualistas não é o suficiente para considerá-los pro-capitalistas. Tucker, por exemplo, "(...) condena o monopólio do dinheiro, entre outros, garantidos pelo Estado a certos indivíduos. Nisto, o autor ainda ressalta o fato de que o Estado garante a concentração de capital nas mãos de poucos." Os anarquistas que valorizam o mercado, de maneira parcial ou total, o fazem com base na rejeição da ideia de que capitalismo e livre mercado constituem um par compatível; ao contrário disso, esses autores denunciam o capitalismo como um sistema que submete o mercado à monopólios e roubos sustentados pelo aparato estatal.
Rothbard admite que os individualistas eram contra os capitalistas. Apesar de não lhes atribuir uma posição anticapitalista clara, o “libertário” estadunidense acaba deixando a questão sem uma resolução precisa.
o uso do prefixo “anarco” pela teoria “libertária” se apresenta de forma duplamente oportunista; aproveita-se da tradição e trajetória anarquista para viabilizar um capitalismo aparentemente sem Estado; e como “frase de efeito”, utilizada para convencer sujeitos que anseiam mudanças – particularmente jovens – a aceitarem velhas teorias conservadoras e “a favor da ordem”, disfarçadas sob a roupagem de “revolucionária”, “radical” e “contra o establishment”.

### Associação com a extrema direita
O fundador das ideias de 'anarcocapitalismo' e 'libertarianismo', Murray Rothbard, tem tido uma inquestionável influência na extrema direita norte-americana e global.[carece de fontes?] Sua influência é significante para a criação da alt-right contemporânea, em que diversos ativistas tem como origem de suas trajetórias a ideologia 'paleoconservadora' de Rothbard, ou parte de suas formações políticas à autores e círculos libertarianistas, e em alguns casos continuam se declarando libertários. Pessoas como ,  e ,  reconhecem no libertarianismo parte importante de suas respectivas trajetórias reacionárias. Tim Gionet, que apoiou e discursou na Manifestação Unite the Right, se descrevia como libertário. Enquanto que lideranças reacionárias como Stefan Molyneux, Gavin McInnes e Milo Yiannopoulos se declaram libertários. Yiannopoulos se considera inclusive lider de um movimento que chama de  "Libertarismo Cultural". O libertarismo, em geral, também funciona como uma rota para a extrema-direita e direita alternativa. Christopher Cantwell, que apoiou e participou da Manifestação Unite the Right, descreveu o papel do libertarianismo na sua formação política com as seguintes palavras: "Eu fiquei instantaneamente fascinado com a história e a economia que o libertarianismo ensinava. Mais tarde eu me tornei um grande fã de Murray Rothbard, e Ayn Rand. Você deve ter consciência, essas pessoas são judias. Deve ser chocante para alguns dele, que hoje eu sou um antisemista vocal". Ainda assim, muitos militantes da alt-right se desassociam do libertarianismo, e criticam de maneiras diversas aspectos da ideologia, como por exemplo a defesa do que percebem como 'comportamentos deviantes', contrários à valores tradicionais.
Apesar da aparente contradição ideológica entre o libertarianismo e a direita alternativa, dado o caráter declaradamente 'individualista' dos primeiro, e o 'coletivismo' atribuido ao último, essa corrente ideológica tem muitas intersecções com campo da extrema direita contemporânea. As simbologias libertarianistas, por exemplo, são visíveis nos protestos da extrema direita, como a bandeira de Gadsden, ao lado de suásticas e outros simbolos neo-fascistas.
Ambos convergem na oposição à ações afirmativas, a posição libertária comum é se opor à ação afirmativa e a outras políticas que introduzem diretrizes discriminação positiva para além do mérito, com base no reivindicação de que elas perturbam a livre concorrência e a liberdade de um proprietário de empresa de gerir sua empresa como eles entendem. A direita alternativa também se opõe, mas não por causa de uma violação do ideal da liberdade do indivíduo, da empresa e da concorrência, mas porque essas políticas representam o que eles percebem como injusto e prejudicial contra os brancos. Da mesma maneira, os discursos libertários de crítica ao Estado circulam também em espaços das direita alternativa, promovendo teorias conspiracionais sobre o Estado paralelo ou profundo. O escritor reacionário europeu Joakim Andersen, elogiou os elementos reacionários das ideias libertários, afirmando que apesar da sua incapacidade de tomar o Estado, servem como um limitador de sua influência e crescimento no cenário atual, em um trecho do livro Rising from the Ruins (Ascendendo das Ruinas).
 O anti-comunismo é também outro importante ponto de sobreposição e mútuo reforço entre o libertarianismo e a extrema direita. A controvérsia em torno da 'liberdade de expressão', central na emergência da alt-right, recebeu muitos elementos da ideologia libertária.